# Angelmanov sindrom
Angelmanov sindrom (skraćeno AS) je naziv za rijedak neurogenetički poremećaj kojeg karakterizira nedostatak ili neekspresija sedam (ili neke kombinacije od tih sedam) gena na 15. kromosomu (q11-13) nasljeđenom od majke. 
Nazvan je po dr. Harryju Angelmanu, britanskom pedijatru koji je prvi opisao sindrom 1965. godine.
AS, zajedno s Prader-Willijevim sindromom (PWS) ima posebnu važnost kao prvi dokaz genomskog utiskivanja, odstupanja od klasičnih Mendelovih zakona nasljeđivanja. Kod jedne regije 15. kromosoma ovisno od osobe, su izraženi ili majčini ili očevi geni dok su drugi stišani (engl. silenced). Tako kod osoba koje imaju izražene majčine gene te regije, ako dođe do oštećenja razvija se Angelmanov sindrom, dok ako osoba ima izražene očeve gene, pa dođe do oštećenja, razvija se Prader Willijev sindrom.   
AS se javlja otprilike od 1 u 20 000 novorođene djece. Karakterizira ga mentalna retardacija te živčane i mišićne abnormalnosti. Oboljela djeca imaju usporen intelektualni razvoj, poremećaje sna, epileptične napadaje, učestali smijeh i veselo raspoloženje. 
AS se dijagnosticira genetičkim testiranjem, a u procesu otkrivanja bolesti, nakon postavljene sumnje temeljem kliničke slike, može pridonijeti i karakterističan nalaz EEG-a. Lijeka za bolest nema. Kod oboljelih važne su radna i govorna terapija, te fizikalna terapija u svrhu poboljšanja kvalitete života.